# Premio Solinas
Der Premio Solinas ist ein italienischer Drehbuchpreis.
Der Preis wurde zum ersten Mal 1985 ausgerufen. Seitdem wird er jährlich für das „Beste Drehbuch“ vergeben. Ein mehrphasiger Wettbewerb geht der Preisübergabe in Rom voran. Der Premio Solinas ist dem sardischen Drehbuchautor Franco Solinas gewidmet.
In der Jury des Wettbewerbs waren schon Gian Maria Volonté, Franco Cristaldi, Suso Cecchi D’Amico, Gillo Pontecorvo, Furio Scarpelli, Agenore Incrocci, Irene Bignardi, Sandro Petraglia, Nanny Loy und Stefano Rulli.
Unter den Siegern befinden sich Paolo Sorrentino (1997), Francesca Arcibughi (1986), Melania Mazzucco (1993), Antonio Tabucchi (1986), Alessandro Baricco (1988), Francesco Bruni (1994), Marco Damiliano (1996), Stefano Sardo (2007) und Damiano Femfert (2021).
Der Spielfilm Notti Magiche (2018) von Paolo Virzì spielt um und während des Premio Solinas.